# Ahmed Qurei
Ahmed Ali Mohammed Qurei (eller Qureia; احمد علي محمد قريع, født 26. marts 1937, død 22. februar 2023) var premierminister i Palæstina i perioden oktober 2003 til hans afgang 19. februar 2006 efter valgnederlaget til Hamas. Han blev efterfulgt af Hamas´ Ismail Haniya.